# Orthetrum microstigma
Orthetrum microstigma är en trollsländeart som beskrevs av Friedrich Ris 1911. Orthetrum microstigma ingår i släktet Orthetrum och familjen segeltrollsländor. IUCN kategoriserar arten globalt som livskraftig. Inga underarter finns listade i Catalogue of Life.